# Phytomyptera curriei
Phytomyptera curriei là một loài ruồi trong họ Tachinidae.